# Endless Ocean
Pour les articles homonymes, voir Forever Blue.
 (juin 2018).
Si vous disposez d'ouvrages ou d'articles de référence ou si vous connaissez des sites web de qualité traitant du thème abordé ici, merci de compléter l'article en donnant les références utiles à sa vérifiabilité et en les liant à la section « Notes et références ».
Endless Ocean (ou Forever Blue au Japon) est un jeu vidéo de simulation de plongée sous-marine développé par Arika pour l'éditeur Nintendo. Il est sorti courant 2007 sur Wii. Le jeu connait une suite en 2009 nommée Endless Ocean 2 : Aventuriers des fonds marins.

## Système de jeu
Endless Ocean est une simulation de plongée sous-marine. Le joueur incarne un plongeur explorant une mer imaginaire (Manaurai Sea) à la recherche de trésors cachés et de vie subaquatique. Il peut y rencontrer diverses espèces aquatiques allant des plus petits poissons aux plus gros (requin baleine, raie manta) en passant par les cétacés (baleine à bosse) et autres (pingouin). La faune pouvant être rencontrée est très diversifiée et varie des spécimens les plus répandus aux plus rares. Le joueur peut aussi rencontrer des dauphins qui deviendront ses compagnons de plongée. Des espèces dangereuses peuvent aussi être croisées, sans toutefois représenter un danger pour le plongeur. Le joueur dispose d'un grand aquarium qu'il peut peupler au cours du jeu en fonction des espèces qu'il aura identifiées.
Le jeu se contrôle essentiellement à la Wiimote au moyen d'un pointeur à l'écran servant à guider le plongeur. Il permet aussi à plusieurs joueurs de plonger ensemble via le service Nintendo Wi-Fi Connection.
Arika, le studio chargé du développement du jeu, a déjà à son actif deux productions similaires sorties sur PlayStation 2 : Everblue et Everblue II. Ces deux jeux se focalisaient de la même manière sur la recherche de trésors et la photographie. Cependant, alors que Endless Ocean permet au joueur de se déplacer en utilisant soit une vue à la troisième personne, soit à la première personne, la série Everblue n'offrait qu'une vue à la première personne.
Le jeu propose en outre une vue fixe à la première personne pour les explorations en détail. Par exemple il est possible de descendre dans une faille très profonde descendant jusqu'au abysse et d'y rencontrer le célèbre calmar géant, le "kraken" des abysses. On peut y trouver une incroyable biodiversité telle que des fossiles vivants : cœlacanthes, requin lézard, requin lutin, nautiles... On trouve dans ce lieu « le serpent des mers », le régalec.

## Développement

### Musique
La chanson Prayer interprétée par Hayley Westenra est présente dans les bandes annonces du jeu, ainsi que dans le jeu lui-même. La chanteuse contribue avec plusieurs autres morceaux à la bande son du jeu, avec notamment sa reprise du chant traditionnel Maori Pokarekare Ana.
Le joueur a aussi la possibilité de personnaliser la bande son en copiant ses propres fichiers MP3 sur une carte mémoire insérée dans le lecteur SD de la Wii. C'est le deuxième jeu Wii à proposer cette possibilité après Excite Truck, aussi édité par Nintendo.
Musique l'annonce 2010 : Bamboo Fields" par Louxor Station. (P) Louxor Station 2009.
On peut reconnaître aussi Last Rose of Summer de Celtic Woman

## Accueil

### Critiques
Le magazine japonais Famitsu a attribué à Forever Blue une note de 35/40, en mettant en avant la liberté d'action offerte par le jeu, l'étendue de l'aire d'exploration et la qualité de la bande sonore.

## Le plantage
Le 10 août 2007 au Japon, Nintendo a dû rappeler les versions sorties le 2 août à cause d'un bug présent dans le jeu. Un échange a été fait avec une version corrigée du jeu. Le bug provoquait un plantage de la console quand on essayait d'introduire une raie-guitare dans l'aquarium.